# Superliga de Albania 2013-14
La Superliga de Albania 2013-14 (oficialmente y en albanés: Kategoria Superiore 2013-14) fue la 75ta edición de la máxima categoría de fútbol de Albania. Fue organizada por la Federación Albanesa de Fútbol y disputada por 12 equipos. El campeón fue Skënderbeu Korçë, que obtuvo así su quinto título, el cuarto de forma consecutiva.

## Ascensos y descensos
| Pos. | Descendidos de la Superliga |
| ---- | --------------------------- |
| 11.º | Shkumbini                   |
| 12.º | Tomori Berat                |
| 13.º | Luftëtari Gjirokastër       |
| 14.º | Apolonia Fier               |

| Pos. | Ascendidos de 1.ª División |
| ---- | -------------------------- |
| 1.º  | Lushnja                    |
| 2.º  | Partizán                   |

## Sistema de campeonato
Se disputaron 33 fechas bajo el sistema de todos contra todos, enfrentándose todos los equipos entre sí en tres oportunidades. Los partidos de la segunda rueda representaron los desquites de la primera, mientras que el calendario de la tercera rueda fue determinado antes del inicio del campeonato a partir de las posiciones de cada club al finalizar las primeras 22 jornadas.
La clasificación final se estableció a partir de los puntos obtenidos en cada encuentro, otorgando tres por partido ganado, uno por empatado y ninguno en caso de derrota. En caso de igualdad de puntos entre dos o más equipos, las ubicaciones se definieron, primeramente, a favor de aquel que tuviera una mejor diferencia de goles en toda la temporada, y luego, de aquel con mayor cantidad de goles a favor.
Al finalizar el campeonato, el equipo que sumó más puntos se consagró campeón y como tal, disputó la segunda ronda previa de la Liga de Campeones de la UEFA 2014-15. A su vez, el subcampeón y el tercero accedieron a la primera ronda previa de la Liga Europa de la UEFA 2014-15. Por otro lado, los últimos cuatro equipos descendieron directamente a la Kategoria e Parë.

## Equipos participantes
| Equipo           | Ciudad  | Estadio                 | Capacidad |
| ---------------- | ------- | ----------------------- | --------- |
| Besa Kavajë      | Kavajë  | Estadio Besa            | 19.000    |
| Bylis Ballsh     | Ballsh  | Adush Muça              | 15.200    |
| Flamurtari Vlorë | Vlorë   | Estadio Flamurtari      | 13.000    |
| Kastrioti Krujë  | Krujë   | Estadio Kastrioti       | 10.000    |
| Kukësi           | Kukës   | Zeqir Ymeri             | 10.000    |
| Laçi             | Laç     | Estadio Laçi            | 11.000    |
| Lushnja          | Lushnjë | Abdurrahman Roza Haxhiu | 12.000    |
| Partizáni        | Tirana  | Qemal Stafa             | 20.000    |
| Skënderbeu Korçë | Korçë   | Estadio Skënderbeu      | 12.000    |
| Teuta Durrës     | Durrës  | Niko Dovana             | 13.000    |
| Tirana           | Tirana  | Selman Stërmasi         | 12.500    |
| Vllaznia Shkodër | Shkodër | Loro Boriçi             | 16.000    |

### Equipos por condado
| Condado     | N.º | Equipos                         |
| ----------- | --- | ------------------------------- |
| Tirana      | 3   | Besa Kavajë, Partizani y Tirana |
| Fier        | 2   | Bylis y Lushnja                 |
| Durrës      | 1   | Teuta Durrës                    |
| Gjirokastër | 1   | Luftëtari Gjirokastër           |
| Korçë       | 1   | Skënderbeu Korçë                |
| Kukës       | 1   | Kukësi                          |
| Lezhë       | 1   | Laçi                            |
| Shkodër     | 1   | Vllaznia                        |
| Vlorë       | 1   | Flamurtari Vlorë                |

## Clasificación
|  |     | Equipos              | PJ | PG | PE | PP | GF | GC | Dif | Pts |
|  | --- | -------------------- | -- | -- | -- | -- | -- | -- | --- | --- |
|  | 1.  | Skënderbeu Korçë (C) | 33 | 18 | 7  | 8  | 52 | 32 | +20 | 61  |
|  | 2.  | Kukësi               | 33 | 16 | 9  | 8  | 46 | 34 | +12 | 57  |
|  | 3.  | Laçi                 | 33 | 16 | 6  | 11 | 41 | 28 | +13 | 54  |
|  | 4.  | Teuta Durrës         | 33 | 14 | 12 | 7  | 46 | 35 | +11 | 54  |
|  | 5.  | Partizán             | 33 | 15 | 8  | 10 | 33 | 26 | +7  | 53  |
|  | 6.  | Tirana               | 33 | 14 | 8  | 11 | 36 | 31 | +5  | 50  |
|  | 7.  | Flamurtari Vlorë     | 33 | 14 | 9  | 10 | 45 | 40 | +5  | 481 |
|  | 8.  | Vllaznia Shkodër     | 33 | 12 | 9  | 12 | 42 | 36 | +6  | 45  |
|  | 9.  | Besa Kavajë (D)      | 33 | 11 | 9  | 13 | 34 | 32 | +2  | 392 |
|  | 10. | Kastrioti Krujë (D)  | 33 | 8  | 5  | 20 | 26 | 46 | -20 | 29  |
|  | 11. | Lushnja (D)          | 33 | 7  | 5  | 21 | 32 | 59 | -27 | 26  |
|  | 12. | Bylis Ballsh (D)     | 33 | 5  | 9  | 19 | 20 | 54 | -34 | 24  |

|  | Clasificado para la segunda ronda previa de la Liga de Campeones 2014-15.                                      |
|  | Clasificado para la primera ronda previa de la Liga Europa 2014-15.                                            |
|  | Clasificado para la primera ronda previa de la Liga Europa 2014-15 como campeón de la Copa de Albania 2013-14. |
|  | Descendido a la Kategoria e Parë.                                                                              |

| (C) Campeón    |
| (D) Descendido |

## Evolución de la clasificación
| Jornada / Equipo | 1  | 2  | 3  | 4  | 5  | 6  | 7  | 8  | 9  | 10 | 11 | 12 | 13 | 14 | 15 | 16 | 17 | 18 | 19 | 20 | 21 | 22 | 23 | 24 | 25 | 26 | 27 | 28 | 29 | 30 | 31 | 32 | 33 |
| Jornada / Equipo |    |    |    |    |    |    |    |    |    |    |    |    |    |    |    |    |    |    |    |    |    |    |    |    |    |    |    |    |    |    |    |    |    |
| ---------------- | -- | -- | -- | -- | -- | -- | -- | -- | -- | -- | -- | -- | -- | -- | -- | -- | -- | -- | -- | -- | -- | -- | -- | -- | -- | -- | -- | -- | -- | -- | -- | -- | -- |
| Skënderbeu Korçë | 3  | 7  | 9  | 6  | 3  | 1  | 1  | 1  | 2  | 1  | 1  | 1  | 1  | 1  | 1  | 1  | 1  | 1  | 1  | 1  | 1  | 1  | 1  | 1  | 1  | 1  | 1  | 1  | 1  | 1  | 1  | 1  | 1  |
| Kukësi           | 9  | 12 | 9  | 9  | 6  | 8  | 8  | 10 | 9  | 7  | 6  | 5  | 3  | 3  | 8  | 4  | 5  | 5  | 6  | 4  | 2  | 4  | 4  | 4  | 4  | 2  | 2  | 2  | 2  | 3  | 2  | 2  | 2  |
| Laçi             | 6  | 3  | 6  | 5  | 8  | 5  | 5  | 5  | 5  | 6  | 5  | 4  | 5  | 4  | 4  | 3  | 4  | 3  | 4  | 2  | 4  | 2  | 2  | 2  | 3  | 4  | 4  | 5  | 4  | 5  | 5  | 3  | 3  |
| Teuta Durrës     | 2  | 2  | 1  | 1  | 1  | 2  | 2  | 2  | 1  | 2  | 2  | 2  | 4  | 6  | 3  | 6  | 2  | 2  | 3  | 5  | 5  | 5  | 6  | 6  | 5  | 5  | 5  | 4  | 5  | 4  | 4  | 4  | 4  |
| Partizán         | 1  | 6  | 4  | 3  | 4  | 3  | 3  | 3  | 4  | 5  | 4  | 3  | 2  | 2  | 2  | 2  | 3  | 4  | 2  | 3  | 3  | 3  | 3  | 3  | 2  | 3  | 3  | 3  | 3  | 2  | 3  | 5  | 5  |
| Tirana           | 6  | 3  | 7  | 10 | 11 | 9  | 10 | 7  | 8  | 11 | 12 | 12 | 12 | 12 | 12 | 12 | 12 | 12 | 11 | 10 | 10 | 8  | 8  | 8  | 9  | 9  | 9  | 8  | 8  | 7  | 6  | 6  | 6  |
| Flamurtari Vlorë | 3  | 1  | 8  | 11 | 10 | 11 | 11 | 11 | 11 | 10 | 9  | 6  | 8  | 5  | 6  | 5  | 6  | 6  | 7  | 7  | 7  | 6  | 7  | 7  | 7  | 8  | 7  | 7  | 7  | 6  | 8  | 8  | 7  |
| Vllaznia Shkodër | 9  | 5  | 2  | 2  | 2  | 4  | 4  | 4  | 3  | 3  | 3  | 6  | 7  | 7  | 5  | 8  | 9  | 9  | 9  | 8  | 8  | 9  | 9  | 9  | 8  | 7  | 6  | 6  | 6  | 8  | 7  | 7  | 8  |
| Besa Kavajë      | 9  | 10 | 12 | 12 | 12 | 12 | 12 | 12 | 12 | 12 | 11 | 10 | 10 | 9  | 9  | 9  | 8  | 7  | 5  | 6  | 6  | 7  | 5  | 5  | 6  | 6  | 8  | 9  | 9  | 9  | 9  | 9  | 9  |
| Kastrioti Krujë  | 12 | 11 | 11 | 7  | 9  | 10 | 7  | 9  | 10 | 8  | 10 | 11 | 11 | 11 | 11 | 11 | 11 | 11 | 10 | 12 | 12 | 12 | 12 | 11 | 10 | 10 | 10 | 10 | 10 | 10 | 10 | 10 | 10 |
| Lushnja          | 3  | 9  | 3  | 4  | 7  | 7  | 9  | 6  | 6  | 4  | 7  | 9  | 6  | 10 | 10 | 10 | 10 | 10 | 12 | 11 | 11 | 11 | 11 | 12 | 12 | 11 | 11 | 11 | 11 | 11 | 11 | 11 | 11 |
| Bylis Ballsh     | 8  | 7  | 5  | 8  | 5  | 6  | 6  | 8  | 7  | 9  | 8  | 8  | 9  | 8  | 7  | 7  | 7  | 8  | 8  | 9  | 9  | 10 | 10 | 10 | 11 | 12 | 12 | 12 | 12 | 12 | 12 | 12 | 12 |

## Resultados
- Los horarios corresponden a la CET (Hora Central Europea) UTC+1 en horario estándar y UTC+2 en horario de verano.

### Primera vuelta
| Vllaznia Shkodër | 0 - 1 | Flamurtari Vlorë | Loro Boriçi             | 31 de agosto    | 17:00 |
| Teuta Durrës     | 2 - 1 | Bylis Ballsh     | Niko Dovana             | 31 de agosto    | 17:00 |
| Kastrioti Krujë  | 0 - 2 | Partizán         | Kastrioti               | 31 de agosto    | 17:00 |
| Tirana           | 0 - 0 | Laçi             | Qemal Stafa             | 1 de septiembre | 17:00 |
| Skënderbeu Korçë | 1 - 0 | Besa Kavajë      | Skënderbeu              | 1 de septiembre | 19:00 |
| Lushnja          | 1 - 0 | Kukësi           | Abdurrahman Roza Haxhiu | 4 de septiembre | 17:00 |

| Laçi             | 1 - 0 | Partizán         | Laçi        | 14 de septiembre | 14:00 |
| Bylis Ballsh     | 1 - 0 | Kastrioti Krujë  | Adush Muça  | 14 de septiembre | 14:00 |
| Kukësi           | 0 - 3 | Vllaznia Shkodër | Zeqir Ymeri | 14 de septiembre | 14:00 |
| Besa Kavajë      | 2 - 2 | Teuta Durrës     | Besa        | 15 de septiembre | 14:00 |
| Tirana           | 1 - 0 | Lushnja          | Qemal Stafa | 15 de septiembre | 14:00 |
| Flamurtari Vlorë | 2 - 1 | Skënderbeu Korçë | Flamurtari  | 15 de septiembre | 17:00 |

| Teuta Durrës     | 2 - 1 | Flamurtari Vlorë | Niko Dovana             | 18 de septiembre | 14:00 |
| Lushnja          | 1 - 0 | Laçi             | Abdurrahman Roza Haxhiu | 18 de septiembre | 14:00 |
| Kastrioti Krujë  | 2 - 1 | Besa Kavajë      | Kastrioti               | 18 de septiembre | 14:00 |
| Partizán         | 2 - 2 | Bylis Ballsh     | Qemal Stafa             | 18 de septiembre | 14:00 |
| Vllaznia Shkodër | 2 - 0 | Tirana           | Loro Boriçi             | 18 de septiembre | 14:00 |
| Skënderbeu Korçë | 1 - 3 | Kukësi           | Skënderbeu              | 18 de septiembre | 17:00 |

| Lushnja          | 1 - 1 | Vllaznia Shkodër | Abdurrahman Roza Haxhiu | 21 de septiembre | 14:00 |
| Besa Kavajë      | 0 - 1 | Partizán         | Besa                    | 21 de septiembre | 14:00 |
| Kukësi           | 0 - 0 | Teuta Durrës     | Zeqir Ymeri             | 22 de septiembre | 14:00 |
| Laçi             | 1 - 0 | Bylis Ballsh     | Laçi                    | 22 de septiembre | 14:00 |
| Flamurtari Vlorë | 0 - 1 | Kastrioti Krujë  | Flamurtari              | 22 de septiembre | 14:00 |
| Tirana           | 0 - 2 | Skënderbeu Korçë | Qemal Stafa             | 22 de septiembre | 17:00 |

| Kastrioti Krujë  | 0 - 1 | Kukësi           | Kastrioti   | 28 de septiembre | 14:00 |
| Vllaznia Shkodër | 3 - 0 | Laçi             | Loro Boriçi | 28 de septiembre | 14:00 |
| Partizán         | 0 - 0 | Flamurtari Vlorë | Qemal Stafa | 28 de septiembre | 14:00 |
| Bylis Ballsh     | 3 - 0 | Besa Kavajë      | Adush Muça  | 28 de septiembre | 14:00 |
| Teuta Durrës     | 2 - 0 | Tirana           | Niko Dovana | 29 de septiembre | 14:00 |
| Skënderbeu Korçë | 2 - 0 | Lushnja          | Skënderbeu  | 29 de septiembre | 17:00 |

| Tirana           | 1 - 0 | Kastrioti Krujë  | Selman Stërmasi         | 2 de octubre | 14:00 |
| Flamurtari Vlorë | 2 - 2 | Bylis Ballsh     | Flamurtari              | 2 de octubre | 14:00 |
| Kukësi           | 0 - 1 | Partizán         | Kastrioti               | 2 de octubre | 14:00 |
| Laçi             | 1 - 0 | Besa Kavajë      | Laçi                    | 2 de octubre | 14:00 |
| Lushnja          | 1 - 1 | Teuta Durrës     | Abdurrahman Roza Haxhiu | 2 de octubre | 14:00 |
| Vllaznia Shkodër | 1 - 3 | Skënderbeu Korçë | Loro Boriçi             | 3 de octubre | 14:00 |

| Kastrioti Krujë  | 2 - 0 | Lushnja          | Kastrioti   | 5 de octubre  | 14:00 |
| Besa Kavajë      | 2 - 0 | Flamurtari Vlorë | Besa        | 5 de octubre  | 14:00 |
| Bylis Ballsh     | 1 - 1 | Kukësi           | Adush Muça  | 5 de octubre  | 14:00 |
| Teuta Durrës     | 3 - 2 | Vllaznia Shkodër | Niko Dovana | 6 de octubre  | 14:00 |
| Skënderbeu Korçë | 2 - 1 | Laçi             | Skënderbeu  | 6 de octubre  | 17:00 |
| Partizán         | 1 - 0 | Tirana           | Qemal Stafa | 12 de octubre | 20:00 |

| Laçi             | 1 - 0 | Flamurtari Vlorë | Laçi                    | 18 de octubre | 14:00 |
| Lushnja          | 2 - 0 | Partizán         | Abdurrahman Roza Haxhiu | 19 de octubre | 14:00 |
| Skënderbeu Korçë | 1 - 1 | Teuta Durrës     | Skënderbeu              | 19 de octubre | 17:00 |
| Kukësi           | 1 - 1 | Besa Kavajë      | Zeqir Ymeri             | 20 de octubre | 14:00 |
| Vllaznia Shkodër | 2 - 1 | Kastrioti Krujë  | Loro Boriçi             | 20 de octubre | 14:00 |
| Tirana           | 1 - 0 | Bylis Ballsh     | Qemal Stafa             | 20 de octubre | 14:00 |

| Teuta Durrës     | 2 - 1 | Laçi             | Niko Dovana | 26 de octubre | 14:00 |
| Bylis Ballsh     | 1 - 1 | Lushnja          | Adush Muça  | 26 de octubre | 14:00 |
| Partizán         | 0 - 1 | Vllaznia Shkodër | Qemal Stafa | 26 de octubre | 17:00 |
| Besa Kavajë      | 1 - 0 | Tirana           | Besa        | 27 de octubre | 14:00 |
| Flamurtari Vlorë | 2 - 1 | Kukësi           | Flamurtari  | 27 de octubre | 14:00 |
| Kastrioti Krujë  | 0 - 1 | Skënderbeu Korçë | Kastrioti   | 27 de octubre | 14:00 |

| Teuta Durrës     | 1 - 2 | Kastrioti Krujë  | Niko Dovana             | 1 de noviembre | 14:00 |
| Tirana           | 0 - 2 | Flamurtari Vlorë | Qemal Stafa             | 2 de noviembre | 14:00 |
| Lushnja          | 1 - 0 | Besa Kavajë      | Abdurrahman Roza Haxhiu | 2 de noviembre | 14:00 |
| Skënderbeu Korçë | 3 - 0 | Partizán         | Skënderbeu              | 2 de noviembre | 17:00 |
| Laçi             | 1 - 2 | Kukësi           | Laçi                    | 3 de noviembre | 14:00 |
| Vllaznia Shkodër | 1 - 1 | Bylis Ballsh     | Loro Boriçi             | 3 de noviembre | 14:00 |

| Partizán         | 3 - 0 | Teuta Durrës     | Qemal Stafa | 9 de noviembre  | 14:00 |
| Kastrioti Krujë  | 0 - 2 | Laçi             | Kastrioti   | 9 de noviembre  | 14:00 |
| Bylis Ballsh     | 1 - 0 | Skënderbeu Korçë | Adush Muça  | 9 de noviembre  | 14:00 |
| Kukësi           | 2 - 1 | Tirana           | Zeqir Ymeri | 10 de noviembre | 14:00 |
| Flamurtari Vlorë | 4 - 3 | Lushnja          | Flamurtari  | 10 de noviembre | 14:00 |
| Besa Kavajë      | 1 - 0 | Vllaznia Shkodër | Besa        | 10 de noviembre | 14:00 |

### Segunda vuelta
| Besa Kavajë      | 1 - 1 | Skënderbeu Korçë | Besa        | 23 de noviembre | 14:00 |
| Bylis Ballsh     | 2 - 2 | Teuta Durrës     | Adush Muça  | 23 de noviembre | 14:00 |
| Kukësi           | 1 - 0 | Lushnja          | Zeqir Ymeri | 23 de noviembre | 14:00 |
| Laçi             | 1 - 0 | Tirana           | Laçi        | 24 de noviembre | 13:00 |
| Flamurtari Vlorë | 3 - 1 | Vllaznia Shkodër | Flamurtari  | 24 de noviembre | 13:00 |
| Partizán         | 1 - 0 | Kastrioti Krujë  | Qemal Stafa | 24 de noviembre | 14:00 |

| Lushnja          | 2 - 1 | Tirana           | Abdurrahman Roza Haxhiu | 30 de noviembre | 13:30 |
| Kastrioti Krujë  | 2 - 1 | Bylis Ballsh     | Kastrioti               | 30 de noviembre | 14:00 |
| Teuta Durrës     | 0 - 1 | Besa Kavajë      | Niko Dovana             | 30 de noviembre | 17:00 |
| Vllaznia Shkodër | 1 - 2 | Kukësi           | Loro Boriçi             | 1 de diciembre  | 13:00 |
| Skënderbeu Korçë | 2 - 0 | Flamurtari Vlorë | Skënderbeu              | 1 de diciembre  | 13:00 |
| Partizán         | 2 - 1 | Laçi             | Qemal Stafa             | 1 de diciembre  | 13:30 |

| Tirana           | 1 - 1 | Vllaznia Shkodër | Qemal Stafa | 7 de diciembre | 13:30 |
| Kukësi           | 1 - 1 | Skënderbeu Korçë | Zeqir Ymeri | 7 de diciembre | 13:30 |
| Bylis Ballsh     | 1 - 0 | Partizán         | Adush Muça  | 8 de diciembre | 13:00 |
| Flamurtari Vlorë | 2 - 0 | Teuta Durrës     | Flamurtari  | 8 de diciembre | 13:00 |
| Laçi             | 3 - 1 | Lushnja          | Laçi        | 8 de diciembre | 13:00 |
| Besa Kavajë      | 1 - 0 | Kastrioti Krujë  | Besa        | 8 de diciembre | 13:30 |

| Bylis Ballsh     | 1 - 0 | Laçi             | Adush Muça  | 14 de diciembre | 13:30 |
| Skënderbeu Korçë | 1 - 0 | Tirana           | Skënderbeu  | 14 de diciembre | 14:00 |
| Teuta Durrës     | 2 - 1 | Kukësi           | Niko Dovana | 14 de diciembre | 17:00 |
| Kastrioti Krujë  | 0 - 0 | Flamurtari Vlorë | Kastrioti   | 15 de diciembre | 13:00 |
| Vllaznia Shkodër | 2 - 0 | Lushnja          | Loro Boriçi | 15 de diciembre | 13:00 |
| Partizán         | 3 - 1 | Besa Kavajë      | Qemal Stafa | 15 de diciembre | 13:30 |

| Kukësi           | 1 - 0 | Kastrioti Krujë  | Zeqir Ymeri             | 21 de diciembre | 14:00 |
| Tirana           | 0 - 0 | Teuta Durrës     | Qemal Stafa             | 21 de diciembre | 14:00 |
| Lushnja          | 0 - 1 | Skënderbeu Korçë | Abdurrahman Roza Haxhiu | 21 de diciembre | 14:00 |
| Besa Kavajë      | 2 - 1 | Bylis Ballsh     | Besa                    | 22 de diciembre | 13:00 |
| Flamurtari Vlorë | 1 - 0 | Partizán         | Flamurtari              | 22 de diciembre | 13:00 |
| Laçi             | 3 - 0 | Vllaznia Shkodër | Laçi                    | 22 de diciembre | 14:00 |

| Kastrioti Krujë  | 0 - 0 | Tirana           | Kastrioti   | 1 de febrero | 14:00 |
| Besa Kavajë      | 2 - 2 | Laçi             | Besa        | 1 de febrero | 14:00 |
| Partizán         | 0 - 0 | Kukësi           | Qemal Stafa | 1 de febrero | 17:00 |
| Bylis Ballsh     | 0 - 0 | Flamurtari Vlorë | Adush Muça  | 2 de febrero | 13:00 |
| Skënderbeu Korçë | 2 - 1 | Vllaznia Shkodër | Skënderbeu  | 2 de febrero | 13:00 |
| Teuta Durrës     | 6 - 2 | Lushnja          | Niko Dovana | 2 de febrero | 17:00 |

| Tirana           | 1 - 0 | Partizán         | Qemal Stafa             | 7 de febrero | 18:00 |
| Flamurtari Vlorë | 1 - 4 | Besa Kavajë      | Flamurtari              | 8 de febrero | 14:00 |
| Vllaznia Shkodër | 1 - 1 | Teuta Durrës     | Loro Boriçi             | 8 de febrero | 14:00 |
| Kukësi           | 0 - 0 | Bylis Ballsh     | Zeqir Ymeri             | 9 de febrero | 13:00 |
| Laçi             | 2 - 2 | Skënderbeu Korçë | Laçi                    | 9 de febrero | 13:00 |
| Lushnja          | 0 - 0 | Kastrioti Krujë  | Abdurrahman Roza Haxhiu | 9 de febrero | 14:00 |

| Kastrioti Krujë  | 3 - 2 | Vllaznia Shkodër | Kastrioti   | 15 de febrero | 14:00 |
| Partizán         | 2 - 0 | Lushnja          | Qemal Stafa | 15 de febrero | 14:00 |
| Besa Kavajë      | 2 - 0 | Kukësi           | Besa        | 16 de febrero | 13:00 |
| Flamurtari Vlorë | 1 - 1 | Laçi             | Flamurtari  | 16 de febrero | 13:00 |
| Bylis Ballsh     | 0 - 1 | Tirana           | Adush Muça  | 16 de febrero | 13:00 |
| Teuta Durrës     | 1 - 1 | Skënderbeu Korçë | Niko Dovana | 17 de febrero | 18:00 |

| Kukësi           | 3 - 2 | Flamurtari Vlorë | Zeqir Ymeri             | 22 de febrero | 14:00 |
| Lushnja          | 2 - 0 | Bylis Ballsh     | Abdurrahman Roza Haxhiu | 22 de febrero | 14:00 |
| Laçi             | 2 - 1 | Teuta Durrës     | Laçi                    | 22 de febrero | 14:00 |
| Skënderbeu Korçë | 2 - 0 | Kastrioti Krujë  | Skënderbeu              | 22 de febrero | 17:00 |
| Tirana           | 2 - 1 | Besa Kavajë      | Qemal Stafa             | 23 de febrero | 13:00 |
| Vllaznia Shkodër | 1 - 1 | Partizán         | Loro Boriçi             | 23 de febrero | 13:00 |

| Kastrioti Krujë  | 0 - 0 | Teuta Durrës     | Kastrioti   | 1 de marzo | 14:00 |
| Besa Kavajë      | 1 - 1 | Lushnja          | Besa        | 1 de marzo | 14:00 |
| Partizán         | 0 - 0 | Skënderbeu Korçë | Qemal Stafa | 2 de marzo | 14:00 |
| Bylis Ballsh     | 0 - 0 | Vllaznia Shkodër | Adush Muça  | 2 de marzo | 14:00 |
| Kukësi           | 1 - 0 | Laçi             | Zeqir Ymeri | 2 de marzo | 14:00 |
| Flamurtari Vlorë | 1 - 1 | Tirana           | Flamurtari  | 2 de marzo | 17:00 |

| Lushnja          | 2 - 4 | Flamurtari Vlorë | Abdurrahman Roza Haxhiu | 8 de marzo | 14:00 |
| Tirana           | 3 - 1 | Kukësi           | Qemal Stafa             | 8 de marzo | 14:00 |
| Vllaznia Shkodër | 0 - 0 | Besa Kavajë      | Loro Boriçi             | 8 de marzo | 14:00 |
| Teuta Durrës     | 1 - 1 | Partizán         | Niko Dovana             | 8 de marzo | 14:00 |
| Skënderbeu Korçë | 2 - 1 | Bylis Ballsh     | Skënderbeu              | 8 de marzo | 14:00 |
| Laçi             | 1 - 0 | Kastrioti Krujë  | Laçi                    | 8 de marzo | 14:00 |

### Tercera vuelta
| Laçi             | 1 - 0 | Lushnja          | Laçi        | 12 de marzo | 15:00 |
| Skënderbeu Korçë | 3 - 1 | Kastrioti Krujë  | Skënderbeu  | 12 de marzo | 15:00 |
| Kukësi           | 1 - 1 | Vllaznia Shkodër | Zeqir Ymeri | 12 de marzo | 15:00 |
| Partizán         | 2 - 0 | Bylis Ballsh     | Qemal Stafa | 12 de marzo | 18:00 |
| Besa Kavajë      | 3 - 1 | Flamurtari Vlorë | Besa        | 13 de marzo | 15:00 |
| Teuta Durrës     | 1 - 1 | Tirana           | Niko Dovana | 13 de marzo | 18:00 |

| Lushnja          | 2 - 4 | Skënderbeu Korçë | Abdurrahman Roza Haxhiu | 15 de marzo | 14:00 |
| Bylis Ballsh     | 0 - 3 | Laçi             | Adush Muça              | 15 de marzo | 14:00 |
| Vllaznia Shkodër | 0 - 1 | Partizán         | Loro Boriçi             | 16 de marzo | 14:00 |
| Besa Kavajë      | 1 - 1 | Kastrioti Krujë  | Besa                    | 16 de marzo | 14:00 |
| Tirana           | 1 - 2 | Kukësi           | Qemal Stafa             | 16 de marzo | 17:00 |
| Flamurtari Vlorë | 0 - 0 | Teuta Durrës     | Flamurtari              | 16 de marzo | 17:00 |

| Teuta Durrës     | 1 - 0 | Besa Kavajë      | Niko Dovana | 21 de marzo | 14:00 |
| Kukësi           | 4 - 2 | Flamurtari Vlorë | Zeqir Ymeri | 22 de marzo | 14:00 |
| Partizán         | 1 - 1 | Tirana           | Qemal Stafa | 22 de marzo | 20:00 |
| Laçi             | 0 - 2 | Vllaznia Shkodër | Laçi        | 23 de marzo | 14:00 |
| Kastrioti Krujë  | 2 - 1 | Lushnja          | Kastrioti   | 23 de marzo | 14:00 |
| Skënderbeu Korçë | 3 - 0 | Bylis Ballsh     |             |             |       |

| Tirana           | 2 - 0 | Laçi             | Qemal Stafa | 29 de marzo | 17:00 |
| Teuta Durrës     | 1 - 0 | Kastrioti Krujë  | Niko Dovana | 30 de marzo | 14:00 |
| Besa Kavajë      | 0 - 1 | Kukësi           | Besa        | 30 de marzo | 14:00 |
| Vllaznia Shkodër | 1 - 0 | Skënderbeu Korçë | Loro Boriçi | 30 de marzo | 14:00 |
| Flamurtari Vlorë | 0 - 0 | Partizán         | Flamurtari  | 30 de marzo | 17:00 |
| Bylis Ballsh     | 0 - 3 | Lushnja          |             |             |       |

| Kukësi           | 3 - 0 | Teuta Durrës     | Zeqir Ymeri             | 5 de abril | 14:00 |
| Laçi             | 0 - 1 | Flamurtari Vlorë | Laçi                    | 5 de abril | 14:00 |
| Partizán         | 1 - 0 | Besa Kavajë      | Qemal Stafa             | 5 de abril | 17:00 |
| Skënderbeu Korçë | 2 - 3 | Tirana           | Skënderbeu              | 5 de abril | 18:00 |
| Lushnja          | 0 - 2 | Vllaznia Shkodër | Abdurrahman Roza Haxhiu | 6 de abril | 14:00 |
| Kastrioti Krujë  | 3 - 0 | Bylis Ballsh     |                         |            |       |

| Besa Kavajë      | 0 - 0 | Laçi             | Besa        | 12 de abril | 14:00 |
| Tirana           | 1 - 0 | Lushnja          | Qemal Stafa | 12 de abril | 15:00 |
| Kukësi           | 2 - 1 | Kastrioti Krujë  | Zeqir Ymeri | 13 de abril | 14:00 |
| Teuta Durrës     | 3 - 1 | Partizán         | Niko Dovana | 13 de abril | 17:00 |
| Flamurtari Vlorë | 1 - 0 | Skënderbeu Korçë | Flamurtari  | 13 de abril | 17:00 |
| Vllaznia Shkodër | 3 - 0 | Bylis Ballsh     |             |             |       |

| Kastrioti Krujë  | 2 - 4 | Vllaznia Shkodër | Kastrioti               | 19 de abril | 14:00 |
| Lushnja          | 2 - 3 | Flamurtari Vlorë | Abdurrahman Roza Haxhiu | 20 de abril | 14:00 |
| Laçi             | 1 - 0 | Teuta Durrës     | Laçi                    | 20 de abril | 14:00 |
| Skënderbeu Korçë | 1 - 0 | Besa Kavajë      | Skënderbeu              | 20 de abril | 17:00 |
| Partizán         | 1 - 0 | Kukësi           | Qemal Stafa             | 20 de abril | 17:00 |
| Bylis Ballsh     | 0 - 3 | Tirana           |                         |             |       |

| Besa Kavajë      | 3 - 0 | Lushnja          | Besa        | 26 de abril | 14:00 |
| Partizán         | 1 - 0 | Kastrioti Krujë  | Qemal Stafa | 26 de abril | 17:00 |
| Kukësi           | 1 - 1 | Laçi             | Zeqir Ymeri | 27 de abril | 14:00 |
| Tirana           | 2 - 1 | Vllaznia Shkodër | Qemal Stafa | 27 de abril | 17:00 |
| Teuta Durrës     | 2 - 1 | Skënderbeu Korçë | Niko Dovana | 27 de abril | 18:00 |
| Flamurtari Vlorë | 3 - 0 | Bylis Ballsh     |             |             |       |

| Vllaznia Shkodër | 1 - 0 | Flamurtari Vlorë | Loro Boriçi             | 30 de abril | 16:00 |
| Kastrioti Krujë  | 2 - 3 | Tirana           | Kastrioti               | 30 de abril | 16:00 |
| Lushnja          | 0 - 2 | Teuta Durrës     | Abdurrahman Roza Haxhiu | 30 de abril | 16:00 |
| Skënderbeu Korçë | 3 - 3 | Kukësi           | Skënderbeu              | 30 de abril | 16:00 |
| Laçi             | 2 - 0 | Partizán         | Laçi                    | 30 de abril | 16:00 |
| Bylis Ballsh     | 0 - 3 | Besa Kavajë      |                         |             |       |

| Kukësi           | 4 - 1 | Lushnja          | Zeqir Ymeri | 3 de mayo | 17:00 |
| Flamurtari Vlorë | 2 - 2 | Tirana           | Flamurtari  | 3 de mayo | 17:00 |
| Besa Kavajë      | 0 - 0 | Vllaznia Shkodër | Besa        | 4 de mayo | 17:00 |
| Laçi             | 6 - 0 | Kastrioti Krujë  | Laçi        | 4 de mayo | 17:00 |
| Partizán         | 1 - 2 | Skënderbeu Korçë | Qemal Stafa | 4 de mayo | 17:00 |
| Teuta Durrës     | 3 - 0 | Bylis Ballsh     |             |           |       |

| Kastrioti Krujë  | 1 - 3 | Flamurtari Vlorë | Kastrioti               | 10 de mayo | 17:30 |
| Tirana           | 3 - 0 | Besa Kavajë      | Qemal Stafa             | 10 de mayo | 17:30 |
| Lushnja          | 2 - 4 | Partizán         | Abdurrahman Roza Haxhiu | 10 de mayo | 17:30 |
| Skënderbeu Korçë | 1 - 2 | Laçi             | Skënderbeu              | 10 de mayo | 17:30 |
| Vllaznia Shkodër | 1 - 3 | Teuta Durrës     | Loro Boriçi             | 10 de mayo | 17:30 |
| Bylis Ballsh     | 0 - 3 | Kukësi           |                         |            |       |

| 1. 2. 3. 4. |

## Estadísticas

### Máximos goleadores
| Jugador                                   | Equipo           | Goles | Partidos | Media | Penal |
| ----------------------------------------- | ---------------- | ----- | -------- | ----- | ----- |
| Pero Pejić                                | Skënderbeu Korçë | 20    | 30       | 0.67  | 0     |
| Sokol Cikalleshi                          | Kukësi           | 17    | 30       | 0.57  | 3     |
| Daniel Xhafa                              | Teuta Durrës     | 14    | 32       | 0.44  | 0     |
| Fatjon Sefa                               | Besa Kavajë      | 13    | 26       | 0.5   | 2     |
| Tomislav Bušić                            | Vllaznia Shkodër | 13    | 29       | 0.45  | 2     |
| Arbër Abilaliaj                           | Flamurtari Vlorë | 12    | 20       | 0.6   | 1     |
| Mikel Canka                               | Lushnja          | 8     | 28       | 0.29  | 3     |
| Erjon Vuçaj                               | Laçi             | 8     | 29       | 0.28  | 2     |
| Andi Ribaj                                | Skënderbeu Korçë | 8     | 31       | 0.26  | 0     |
| Solomonson Izuchukwuka                    | Kukësi           | 7     | 27       | 0.26  | 0     |
| Mario Morina                              | Tirana           | 7     | 27       | 0.26  | 0     |
| Bledi Shkëmbi                             | Skënderbeu Korçë | 7     | 28       | 0.25  | 2     |
| Ndriçim Shtubina                          | Vllaznia Shkodër | 7     | 30       | 0.23  | 0     |
| Última actualización: 20 de abril de 2016 |                  |       |          |       |       |